# Les Yeux ouverts (documentaire)
 (juin 2024).
Pour les articles homonymes, voir Les Yeux ouverts.
Pour plus de détails, voir Fiche technique et Distribution.
Les Yeux ouverts est un documentaire français réalisé par Frédéric Chaudier, sorti en 2010.
Ce documentaire, qui se déroule dans la Maison médicale Jeanne-Garnier, traite du sujet des soins palliatifs.
Le réalisateur y décrit le quotidien de ces malades en fin de vie et le personnel travaillant sans relâche à préserver la dignité de leurs patients.

## Fiche technique
- Scénario : Frédéric Chaudier, Patricia Mortagne
- Durée : 93 minutes
- Pays de production :  France
- Date de sortie : France : 3 novembre 2010